# Germaine Ribière
Pour les articles homonymes, voir Ribière.
Germaine Ribière, née le 13 avril 1917 à Limoges (Haute-Vienne, France) et morte le 20 novembre 1999 à Paris, est une catholique française qui s'est illustrée par ses actions humanitaires : en tant que membre de la Résistance, elle sauve de nombreux Juifs durant la Seconde Guerre mondiale, ce qui lui valut d'être honorée du titre de Juste parmi les nations. Après la guerre, elle reprend ses études pour devenir assistante sociale.

## Biographie

### La Seconde Guerre mondiale

#### Études et jeunesse
Avant-guerre Germaine Ribière entame des études de philosophie à l'université de Paris,. Elles les interrompt durant l'occupation préférant s'engager auprès des Juifs, victimes des premières lois raciales.
Elle qui était entrée dès 1936 au secrétariat national de la Jeunesse étudiante chrétienne participe à la manifestation du 11 novembre 1940, sur la place de l'Étoile, qui est la première grande manifestation de la résistance étudiante.
Elle est choquée par la discrimination contre les Juifs, notant dans son journal en mai 1941 : « Ceux qui devraient être éveillés sont ceux qui endorment les autres », puis au mois de juin 1941 : « L'Église, la hiérarchie, demeurent silencieuses. Elles laissent la vérité être profanée ». En mai 1941, Germaine Ribière est présente lors de l'arrestation de Juifs dans le Marais, le quartier juif de Paris également connu sous son surnom de Pletzl, « petite place » en yiddish).

#### Engagement dans la résistance
Estimant que sa place n'est plus à Paris, elle part à Vichy [réf. nécessaire][quand?]; disciple du père Yves de Montcheuil, tout en restant laïque, elle devient une proche collaboratrice du père Pierre Chaillet, dirigeant du journal Cahiers du Témoignage Chrétien et de l'organisation « Amitié chrétienne »,,.
« Aux Cahiers du témoignage Chrétien fondés et dirigés par le père Chaillet, j'étais celle que l’on a coutume de nommer "le bras droit". Entre autres responsabilités, j’avais celle de l’organisation du service social, qui comprenait aussi le camouflage des enfants juifs. Une amie Marcelle Deschamps, étudiante en médecine était chargée de la fabrication des faux papiers. Nous habitions ensemble 114 rue du Bac, un appartement au troisième étage, qui servait de PC aux Cahiers du Témoignage chrétien. Voici l’aide que nous avons apportée au père Devaux : nous lui avons fourni les faux papiers dont il avait besoin pour les enfants ainsi que les accompagnatrices qui devaient les conduire là où on acceptait de les recevoir »
Lors des rafles en Zone libre, en Haute-Vienne, Creuse et Indre, le 26 août et en septembre 1942, Germaine Ribière et le pasteur Chaudier de Limoges procurent des cachettes dans des familles non juives, pour des enfants des lieux d'accueil de l'OSE du Masgelier et de Chabannes. Le médecin de cette organisation, Gaston Lévy, appelle Germaine Ribière « notre héroïne des temps de détresse ».
Le 23 août 1942, l’OSE, les Éclaireurs israélites de France, les Amitiés chrétiennes et plusieurs autres organisations humanitaires participent à la commission de « criblage » des 1200 juifs de la région lyonnaise arrêtés lors des rafles de l’été 1942 et internés au camp de Vénissieux. La commission parvint à sauver momentanément 160 adultes, dont 80 sont à nouveau interpellés le lendemain, puis 108 enfants. Cet évènement tragique est connu sous le nom de « nuit de Vénissieux ». Les organisations refusent de rendre les enfants malgré les ordres donnés par Vichy au préfet régional Angéli de « ne pas séparer les familles ». Ils sont dispersés avec de faux papiers dans des institutions catholiques, sous la surveillance de l’OSE,,.
Germaine Ribière était en relation avec des amies jécistes, Hélène Durand et Constance de Saint-Seine, qui secondaient à Poitiers, le père Fleury dans son assistance apportée aux familles juives. Elle leur fournissait du matériel (carte vierges, tampons, etc.) afin de confectionner de faux papiers. Il lui arrivait également d’accompagner jusqu’à Poitiers, des enfants juifs qui lui étaient confiés pour être cachés dans des familles catholiques.

#### Actions
Germaine Ribière se charge de fournir des faux-papiers à ceux qui en ont besoin et de fournir à des résistantes du matériel pour en fabriquer. Elle est aidée dans cette tâche par le dessinateur Jean Stetten-Bernard,.
Le 27 janvier 1943, « Amitié chrétienne » tient une réunion d'urgence au domicile du pasteur protestant suisse Roland de Pury, à Lyon, afin de trouver le moyen de prévenir les Juifs venant se faire établir des faux papiers que les bureaux de l'UGIF, rue Sainte-Catherine, étaient surveillés par la Gestapo. La solution trouvée fut que Germaine Ribière se ferait passer dès le lendemain matin pour une femme de ménage nettoyant les escaliers et avertirait ceux-ci de ne pas entrer dans l'immeuble,.
Germaine Ribière intervient également pour faire fabriquer une fausse carte d'identité pour Jean-Marie Soutou, grand animateur de la résistance catholique (Amitiés judéo-chrétiennes), incarcéré à la prison Montluc de Lyon durant trois semaines. Le document lui est transmis dans un stylo, et il réussit à gagner la Suisse.
Elle aide également les convois à passer la ligne de démarcation, se camouflant notamment en infirmière, comme le rappelle Gaston Lévy :

« Elle avait réussi à se faire admettre dans le train de déportés quittant Nexon comme infirmière convoyeuse. En accompagnant ces pauvres gens jusqu'à la ligne de démarcation elle ne se contentait pas d'être pour eux un soutien moral et de prodiguer quelques soins à ceux qui se sentaient mal au milieu de ces convois tragiques, mais elle rapporta de ce voyage de multiples renseignements utiles, indications et adresses que les gens avaient données, relatives à ceux, vieillards, enfants, malades, qu'ils laissaient derrière eux. »

Son activité à Limoges limite le nombre d'arrestations effectives (environ 100, au lieu des 1 200 prévues). Elle aide également Antoinette Feuerwerker, en prenant en charge l'évacuation de jeunes gens recherchés par l'autorité occupante. Tout comme Feuerwerker, elle fait partie du mouvement Combat, dont elle est agent de liaison en Limousin.

### L'affaire Finaly
Robert et Gérald Finaly, deux enfants juifs, sont cachés sous l’Occupation par un réseau catholique, dont Antoinette Brun est membre. La guerre finie, Brun continue à cacher les enfants, et refuse de les rendre aux membres survivants de leur famille ; elle les fait baptiser en 1948. Les enfants sont alors soustraits à la justice via des réseaux catholiques qui tentent d'empêcher leur restitution à leur famille, et qui leur font passer la frontière franco-espagnole. Germaine Ribière, qui a la confiance à la fois de la communauté juive et de l'Église catholique romaine, sert d'intermédiaire à partir de 1953, aidant à la recherche des enfants et à leur restitution finale,,. Pierre Pierrard écrit: "C'est au grand rabbin Jacob Kaplan et à Germaine Ribière qu'on doit, en 1953, l'issue heureuse de l'affaire Finaly qui, un temps, empoisonna les relations entre l'Eglise catholique et la communauté juive".
- Fin mars 1953 : le cardinal Pierre Gerlier, archevêque de Lyon, primat des Gaules, demande à Germaine Ribière de retrouver les enfants Finaly au Pays basque.
- 11 juin 1953 : à Lyon, Germaine Ribière informe le cardinal Pierre Gerlier que les enfants Finaly sont détenus par des Basques.
- 25 juin 1953 : la Cour de Cassation ayant décidé que les enfants Finaly devaient être rendus à leur famille juive, 48 heures plus tard, Germaine Ribière fait son dernier voyage en Espagne, pour les retrouver[29]. Les enfants Finaly sont conduits au Consulat de France à Saint-Sébastien, en Espagne, le 25 juin. Germaine Ribière les ramène en France, accompagnés à travers la France par une escorte motocycliste, dans la propriété du banquier André Weil, près de Senlis, dans l'Oise, où ils rencontrent leur tante paternelle et gardienne légale, Hedwige Rosner[29].

### Engagement caritatif auprès d'Israël
Peu après la Guerre de Kippour, elle crée le Comité chrétien pour Israël afin d’apporter une aide aux enfants dans le besoin en Israël. Elle est aussi présidente du Front commun pour Israël.

## Ouvrages
- (en) Germaine Anne Ribiere. The Body and Langage That Man Learns to Use. Impacts of Science on Society, 23, 1, 43-51, January/March 1973[32].
- Germaine Anne Ribière. Le peuple juif au présent. In: Rencontre Chrétiens et Juifs, Paris, 1984.
- Germaine Anne Ribière. Réflexions à propos du Carmel d'Auschwitz. In: Rencontre Chrétiens et Juifs, Paris, 1986, p. 15-18.
- Germaine Ribière.Un carmel à Auschwitz. Le Monde Juif. 1986. No. 121. p.19-25[33]
- Germaine Ribière. In: Églises et chrétiens dans la Deuxième Guerre mondiale. La Région Rhône-Alpes. Actes du colloque de Grenoble. PUL: Lyon, 1978. [Cité par Grynberg, 1999, p. 184, en note].
- Germaine Ribière. L'Affaire Finaly, ce que j'ai vécu. Centre de documentation juive contemporaine (CDJC), Paris, 1998. ASIN : B000WSOH8Q
- Germaine Ribière. Témoignage. Bulletin des Enfants Cachés, no 19, juin 1997, p. 8.

## Films sur l'affaire Finaly
- Une enfance volée : l'affaire Finaly, réalisé par Fabrice Genestal ; le rôle de Germaine Ribière est tenu par Delphine Chuillot. Madeleine Comte, du site Chrétiens dans l'Enseignement Public, critique la description donnée de Ribière : « Germaine Ribière n’était pas la petite jeune fille docile du film mais une femme au caractère bien trempé, qui d’emblée s’est battue pour la remise des enfants[34] ».

- Le documentaire L'Affaire Finaly, le documentaire de David Korn-Brzoza, a également été diffusé par France 2, le 25 novembre 2008. Écrit par Noël Mamère, Alain Moreau et David Korn-Brzoza, il a été produit par la société de production Program 33 pour France 3.

## Distinctions
- Médaille de la Résistance française par décret du 3 août 1946[35] ;
- Citation donnant attribution de la Croix de guerre 1939-1945 par décret du 7 février 1947
- Médaille de Juste parmi les nations décerné par l'institut Yad Vashem le 18 juillet 1967[36].

## Honneurs
- A l'occasion du centenaire de sa naissance, un timbre postal français, de 1,10 €, créé par Sophie Beaujard[37] en 2017[38], en 900 000 exemplaires[39], honore Germaine Ribière. Le timbre est émis le 10 mars 2017 (Premier jour) et mis en vente le 13 mars 2017[40].

### Romans
- Paul Greveillac, Les fronts clandestins : quinze histoires de Justes, Paris, Nicolas Eybalin, 2014, 109 p. (ISBN 978-2-36665-000-6).